# Dimitrios Thanopoulos
Dimitrios Thanopoulos, född den 2 augusti 1959, är en grekisk brottare som tog OS-silver i mellanviktsbrottning i den grekisk-romerska klassen 1984 i Los Angeles.